# Lliga de Campions de la CONCACAF 2011-12
La Lliga de Campions de la CONCACAF 2011-12 és la quarta edició de la competició. Es disputa entre el juliol del 2011 i l'abril del 2012. El guanyador representarà a la CONCACAF en el Campionat del Món de Clubs de futbol 2012.

## Ronda Prèvia
27/28/29 de juliol i 3/4/5 d'agost de 2010.
| Partit | Equip 1           | Resultat global | Equip 2             | Resultat anada | Resultat tornada |
| ------ | ----------------- | --------------- | ------------------- | -------------- | ---------------- |
| 1      | CD Motagua        | 4:2             | CSD Municipal       | 4:0            | 0:2              |
| 2      | Monarcas Morelia  | 7:0             | Tempête FC          | 5:0            | 2:0              |
| 3      | AD Isidro Metapán | 3:3             | Islanders           | 2:0            | 1:3              |
| 4      | Santos Laguna     | 4:3             | CD Olimpia          | 3:1            | 1:2              |
| 5      | Alianza FC        | 0:2             | FC Dallas           | 0:1            | 0:1              |
| 6      | Toronto FC        | 4:2             | Real Estelí FC      | 2:1            | 2:1              |
| 7      | San Francisco FC  | 1:2             | Seattle Sounders FC | 1:0            | 0:2              |
| 8      | CS Herediano      | 10:2            | Alpha United FC     | 8:0            | 2:2              |

## Fase grups

### Grup A
| Equip              | PJ | PG | PE | PP | GF | GC | Dif | Punts |
| ------------------ | -- | -- | -- | -- | -- | -- | --- | ----- |
| Monarcas Morelia   | 6  | 4  | 0  | 2  | 11 | 5  | +6  | 12    |
| Los Angeles Galaxy | 6  | 4  | 0  | 2  | 8  | 4  | +4  | 12    |
| LD Alajuelense     | 6  | 4  | 0  | 2  | 8  | 6  | +2  | 12    |
| CD Motagua         | 6  | 0  | 0  | 6  | 2  | 14 | -12 | 0     |

|                  | Costa Rica | Estats Units | Mèxic | Hondures |
| ---------------- | ---------- | ------------ | ----- | -------- |
| LD Alajuelense   | –          | 1-0          | 1-0   | 1-0      |
| LA Galaxy        | 2-0        | –            | 2-1   | 2-0      |
| Monarcas Morelia | 2-1        | 2-1          | –     | 4-0      |
| CD Motagua       | 2-4        | 0-1          | 0-2   | –        |

### Grup B
| Equip             | PJ | PG | PE | PP | GF | GC | Dif | Punts |
| ----------------- | -- | -- | -- | -- | -- | -- | --- | ----- |
| Santos Laguna     | 6  | 4  | 1  | 1  | 16 | 6  | +10 | 13    |
| AD Isidro Metapán | 6  | 3  | 0  | 3  | 10 | 15 | -5  | 9     |
| Colorado Rapids   | 6  | 2  | 1  | 3  | 9  | 12 | -3  | 7     |
| RCD España        | 6  | 1  | 2  | 3  | 9  | 11 | -2  | 5     |

|                   | Estats Units | Hondures | El Salvador | Mèxic |
| ----------------- | ------------ | -------- | ----------- | ----- |
| Colorado Rapids   | –            | 1-2      | 3-2         | 1-4   |
| RCD España        | 1-1          | –        | 1-2         | 1-1   |
| AD Isidro Metapán | 1-3          | 3-2      | –           | 2-0   |
| Santos Laguna     | 2-0          | 3-2      | 6-0         | –     |

### Grup C
| Equip      | PJ | PG | PE | PP | GF | GC | Dif | Punts |
| ---------- | -- | -- | -- | -- | -- | -- | --- | ----- |
| UNAM       | 6  | 3  | 2  | 1  | 8  | 2  | +6  | 11    |
| Toronto FC | 6  | 3  | 1  | 2  | 7  | 7  | +0  | 10    |
| FC Dallas  | 6  | 2  | 1  | 3  | 6  | 10 | -4  | 7     |
| Tauro FC   | 6  | 1  | 2  | 3  | 7  | 8  | -1  | 5     |

|            | Estats Units | Panamà | Canadà | Mèxic |
| ---------- | ------------ | ------ | ------ | ----- |
| FC Dallas  | –            | 1-1    | 0-3    | 0-2   |
| Tauro FC   | 5-3          | –      | 1-2    | 0-0   |
| Toronto FC | 0-1          | 1-0    | –      | 1-1   |
| UNAM       | 0-1          | 1-0    | 4-0    | –     |

### Grup D
| Equip               | PJ | PG | PE | PP | GF | GC | Dif | Punts |
| ------------------- | -- | -- | -- | -- | -- | -- | --- | ----- |
| FC Monterrey        | 6  | 4  | 0  | 2  | 11 | 4  | +7  | 12    |
| Seattle Sounders FC | 6  | 3  | 1  | 2  | 10 | 7  | +3  | 10    |
| CSD Comunicaciones  | 6  | 2  | 1  | 3  | 8  | 13 | -5  | 7     |
| CS Herediano        | 6  | 2  | 0  | 4  | 6  | 11 | -5  | 6     |

|                  | Guatemala | Costa Rica | Mèxic | Estats Units |
| ---------------- | --------- | ---------- | ----- | ------------ |
| CSD Comunicac.   | –         | 2-0        | 1-0   | 2-2          |
| CS Herediano     | 4-1       | –          | 0-5   | 1-2          |
| FC Monterrey     | 3-1       | 1-0        | –     | 0-1          |
| Seattle Sounders | 4-1       | 0-1        | 1-2   | –            |

## Quarts de final
6/7/8 de març i 13/14/15 de març de 2012.
| Partit | Equip 1             | Resultat global | Equip 2            | Resultat anada | Resultat tornada |
| ------ | ------------------- | --------------- | ------------------ | -------------- | ---------------- |
| 1      | Seattle Sounders FC | 3:7             | Santos Laguna      | 2:1            | 1:6              |
| 2      | AD Isidro Metapán   | 2:9             | UNAM               | 2:1            | 0:8              |
| 3      | Toronto FC          | 4:3             | Los Angeles Galaxy | 2:2            | 2:1              |
| 4      | Monarcas Morelia    | 2:7             | FC Monterrey       | 1:3            | 1:4              |

## Semifinals
27/29 de març i 3/5 d'abril de 2012.
| Partit | Equip 1      | Resultat global | Equip 2       | Resultat anada | Resultat tornada |
| ------ | ------------ | --------------- | ------------- | -------------- | ---------------- |
| SF1    | Toronto FC   | 3:7             | Santos Laguna | 1:1            | 2:6              |
| SF2    | FC Monterrey | 4:1             | UNAM          | 3:0            | 1:1              |

## Final
18 i 25 d'abril de 2012.
| Partit | Equip 1      | Resultat global | Equip 2       | Resultat anada | Resultat tornada |
| ------ | ------------ | --------------- | ------------- | -------------- | ---------------- |
| F      | FC Monterrey | 3:2             | Santos Laguna | 2:0            | 1:2              |